# Джерард, Джон
Джон Джерард (англ. John Gerard; 1545, Нантвич, Королевство Англия — февраль 1612[…], Лондон, Королевство Англия) — английский ботаник, травник, натуралист (естествоиспытатель), врач, хирург.

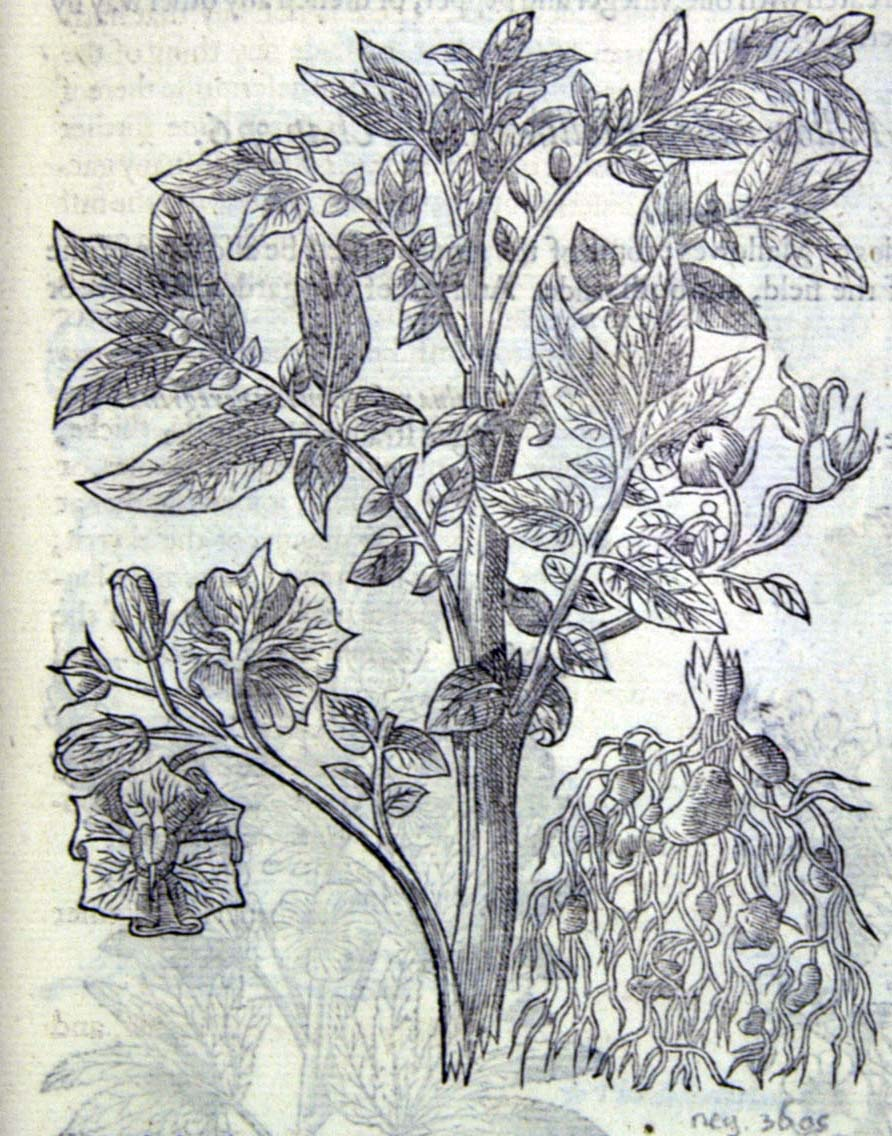
Иллюстрация из работы The Herball or Generall Historie of Plantes (1597)

## Биография
Джон Джерард родился в конце 1545 года в графстве Чешир. Более двадцати лет был руководителем садов в Лондоне. В 1596 году Джерард издал каталог растений, выращенных в его собственном саду в Лондоне. В 1597 году он написал научную работу The Herball or Generall Historie of Plantes, опубликованную в Лондоне. В 1599 году он издал научную работу Catalogus arborum, fruticum ac plantarum tam indigenarum, quam exoticarum. Джон Джерард умер в Лондоне в феврале 1612 года.

## Научные работы
- The Herball or Generall Historie of Plantes. London, 1597[8].
- Catalogus arborum, fruticum ac plantarum tam indigenarum, quam exoticarum. 1599[9].

## Почести
Шарль Плюмье назвал в его честь род растений Gerardia.